# Chilocorus tumidus
Chilocorus tumidus es una especie de escarabajo del género Chilocorus, de la familia Coccinellidae, orden Coleoptera. Fue descrita por el estadounidense Charles William Leng en 1908.

## Descripción
Mide 4,20-5,75 mm de longitud y 3,75-5,0 mm de ancho.

## Distribución
Se distribuye por América del Norte.